# Antiparos
Antiparos (druhý pád Antiparu, řecky Αντιπαρος) patří k menším ostrovům souostroví Kyklad v Řecku. Ostrůvek, jehož plocha činí jen 35 km², leží jen 1,5 km jižně od ostrova Paru, odkud též pochází jeho jméno: Antiparos lze přeložit jako proti-Paros. Ostrov má délku kolem 12,5 km do šířky měří až 5,5 km; nejvyšším bodem je Profitis Ilias s 300 metry n. m.

## Obyvatelstvo
V roce 2011 žilo na ostrově 1211 obyvatel, z nichž více než 90% v hlavním městě Antiparos nedaleko zřícenin středověkého hrádku Kastro. Celý ostrov tvoří jednu obec a také jednu obecní jednotku a komunitu, která se skládá z jednotlivých sídel, tj. měst a vesnic. V závorkách je uveden počet obyvatel jednotlivých sídel.
- Obec, obecní jednotka a komunita Antiparos (1211)

sídla — Agios Georgios (25), Antiparos (1102), Kampos (49), Soros (35).
neobydlené ostrůvky — Despotiko, Diplo, Kavouras, Revmatonisi, Stroggyli, Feira, Tsimintiri.

## Využití
Turistika nehraje velkou roli, většina návštěvníků ostrova se večer vrací zpátky k ostrovu Paru. Hlavní atrakcí je krápníková jeskyně, ležící v hloubce 90 m. Jeskyně má rozměry zhruba 50 × 35 m a je 17 m vysoká. Na ostrově se nachází i několik pláží. Obyvatelé jsou zaměstnáni zejména v zemědělství a rybolovu.

## Historie
Neolitické osídlení Antiparu prokázal britský archeolog James Theodore Bent. Féničané ostrov nazývali Oliaros. V 15. století zde Benátčané vybudovali pevnost. V letech 1770–1774 ostrov ovládali Rusové, které vedl Alexej Grigorjevič Orlov.
Na ostrově vlastní nemovitost Tom Hanks a Rita Wilsonová.